# 평촌 래미안 푸르지오
평촌 래미안 푸르지오(Pyeongchon Raemian Prugio)는 경기도 안양시 동안구 비산동에 위치한 아파트 단지이다.

## 개요
비산2구역을 재건축한 아파트 단지로, 10개동 1,199가구로 구성되어 있다.